# ويليام إف. ألدريش
ويليام إف. ألدريش هو محرر وسياسي أمريكي، ولد في 11 مارس 1853 في قرية بالميرا في الولايات المتحدة، وتوفي في 30 أكتوبر 1925 في برمنغهام في الولايات المتحدة. نشط حزبياً في الحزب الجمهوري. وقد انتخب عضو مجلس النواب الأمريكي.